# Parafia Nawiedzenia Najświętszej Maryi Panny w Lipnikach
Parafia Nawiedzenia Najświętszej Maryi Panny w Lipnikach − parafia rzymskokatolicka znajdująca się w archidiecezji lwowskiej w dekanacie Mościska.
Parafia nie posiada własnego proboszcza i jest administrowana dojazdowo przez proboszcza z parafii w Strzelczyskach.